# Shoshichi Kobayashi
Shoshichi Kobayashi (小林 昭七, Kobayashi Shōshichi, Kōfu, 4 de janeiro de 1932 — 29 de agosto de 2012) foi um matemático japonês. Irmão do engenheiro eletricista e cientista da computação Hisashi Kobayashi. Seus estudos no campo algébrico foram dedicados à variedade de Riemann e à variedade complexa a partir das estruturas geométricas dispostas na álgebra de Lie.
Graduou-se pela Universidade de Tóquio em 1953 e concluiu seu Ph.D. pela Universidade de Washington sob a orientação Carl Barnett Allendoerfer. Em seguida, publicou sua tese Theory of Connections e se tornou professor da Universidade da Califórnia em Berkeley entre 1962 e 1966. Sua obra mais conhecida foi Foundations of differential geometry (1969).